# Karlo XIV. Ivan
Karlo XIV. Ivan, pravim imenom Jean-Baptiste Bernadotte (Pau, 26. siječnja 1763. – Stockholm, 8. ožujka 1844.), francuski maršal te prvi švedski i norveški kralj (1818. – 1844.) iz dinastije Bernadotte koja je i sada na vlasti u Švedskoj.

## Životopis

### Revolucionarna karijera
Rodio se u Francuskoj kao Jean-Baptiste Bernadotte, u obitelji odvjetnika Henri Bernadotte i Jeanne St Jean. Prijavio se u francusku vojsku sa 17 godina i već je 1790. godine postao gorljivi pristaša Francuske revolucije. Brzo je napredovao u vojnoj hijerarhiji i već je 1794. godine promaknut u čin brigadnog generala. 
Poslije osvajanja Belgije, Nizozemske i oblasti lijevo od rijeke Rajne, borio se od 1797. godine u talijanskoj vojsci pod zapovjedništvom generala Napoleona. Stekao je reputaciju discipliniranog vojnog zapovjednika koji je sprječavao svoje vojne jedinice u pljački. Kao kratkotrajni ministar rata 1799. godine i uvaženi vojnik bio je konkurencija Napoleonu i jedan od malobrojnih koji su mogli spriječiti ustanak na Korzici. Njegova supruga, Désirée Clary, bila je bivša Napoleonova zaručnica, tako da je odnos između Bernadottea i Napoleona bio istovremeni odnos poštovanja i mržnje.
U studenom 1799. godine, Bernadotte je odbio poduprijeti Napoleonov državni udar protiv Direktorija, ali nije sudjelovao ni u njegovoj obrani. Od 1800. do 1802. obnašao je dužnost kancelara, nakon čega je dobio zapovjedništvo nad vojskom na zapadu Francuske. U to vrijeme bio je pod sumnjom da se udružio s grupom republikanskih časnika koji su dijelili protunapoleonske pamflete u gradu Rennesu. 
Kada se Napoleon proglasio carem i uspostavio Francusko Carstva, Bernadotte mu je izjavio punu odanost, nakon čega je 19. svibnja 1804. godine proglašen jednim od četrnaest maršala, s kojima je Napoleon vodio ratne pohode. U lipnju iste godine imenovan je civilnim i vojnim upraviteljem Elektorata Hanover i na toj funkciji akumulirao je znatno bogatstvo. 
Za vrijeme sukoba s Habsburškom monarhijom, Bernadotte je sudjelovao 1805. godine u bici kod Austerlitza, ali njegove jedinice su imale sporednu ulogu. Sljedeće godine, Napoleon ga je imenovao knezom od Pontecorva, da bi 1807. godine Bernadotte bio imenovan guvernerom okupiranih gradova Hanzeatske lige i sjeverne Njemačke. Godine 1809. sudjelovao je u bici kod Wagrama u kojoj su Francuzi pobijedili Austrijance, ali je Bernadotte izgubio 1/3 svoje postrojbe, zbog čega je pao u nemilost i vratio se u Pariz. Unatoč tome što je bio u Napoleonovoj nemilosti, vodio je uspješnu obranu Francuske prigodom prodora Engleza u Nizozemsku. Međutim, ni to nije smanjilo nepovjerenje francuskih političara prema njemu.

### Prijestolonasljednik i regent Švedske
U trenutku dok su mu život i karijera bili pod upitnikom, Bernadotte je dobio priliku nasljeđivanja švedskog prijestolja. Godine 1809. švedski kralj Gustav IV. Adolf (1792. – 1809.) iz dinastije Holstein-Gottorp, zbačen je s prijestolja časničkom urotom, zbog neuspjeha u ratu s Rusijom i Danskom, u kojem je izgubio Finsku. Naslijedio ga je stric Karlo XIII. koji je bio boležljiv i nije imao djece. Švedsko plemstvo izabralo je danskog princa Kristijana Augusta za prijestolonasljednika, no on je iznenada umro 1810. godine, što je otvorilo pitanje nasljeđivanja švedskog prijestolja. Šveđani su zatražili Napoleonov savjet, ali kako on nije dao odlučujući odgovor, švedski barun Carl Otto Mörner okrenuo se Bernadotteu kao novom kandidatu te je stao lobirati za njegov izbor.
Švedski parlament izabirao je Bernadotte za prijestolonasljednika 21. kolovoza 1810. godine, nakon čega ga je kralj Karlo XIII.  posvojio za sina. Uz to, Bernadotte je prihvatio luteranstvo i uzeo ime Karlo Ivan te je postao regent u ime bolesnog kralja.

### Sukob s Napoleonom
Napoleon je pokušao prisiliti Švedsku da ostane na liniji francuske vanjske politike pa ju je prisilio na objavu rata protiv Velike Britanije. Međutim, obje strane u sukobu držale su se po strani. Švedska se počinje protiviti francuskim pohodima, a Karlo Ivan počinje štititi interese Šveđana te pokušava uspostaviti dinastičku moć u zemlji radeći u njenu korist. Povodom tog cilja, Karlo Ivan je sklopio savez s Rusijom u travnju 1812., s Velikom Britanijom, koja mu je garantirala uzdržanost u slučaju švedske okupacije Norveške, u ožujku 1813. i s Pruskom u travnju iste godine. Tim činom Karlo Ivan je svrstao Švedsku na stranu protufrancuske koalicije.
Ruskom caru Aleksandar I. (1801. – 1825.) savjetovao je taktiku povlačenja pred Napoleonom, koja je francuski pohod na Rusiju dovela do katastrofe. Godine 1813. postavio se sa švedskim trupama protiv Napoleona i bio je zapovjednikom jedne od triju vojski koalicije, takozvane Sjeverne armije, koja se sastojala od Prusa, Rusa i Šveđana. Pod njegovim zapovjedništvom imali su uspjeh u bitkama kod Grossbeerena i Dennewitza.
Kada je u listopadu 1813. godine došlo do bitke kod Leipziga, u kojoj je oklijevajući sudjelovao, odnio je pobjedu. Nakon Napoleonovog poraza zaratio je protiv Danske, porazio je i prisilio danskog kralja Fridrika VI. na potpisivanje Kielskog sporazuma u siječnju 1814. godine, kojim je Norveška iz danske prešla pod švedsku vlast.
U daljim ratnim pohodima odbija se boriti na francuskom tlu, iako je car Aleksandar I. u njemu vidio Napoleonovog nasljednika. Neko vrijeme je maštao o tome da nakon svrgnuća Napoleona postane novi francuski kralj, ali nije naišao na podršku takvoj ideji čak ni kod francuskih građana. Tako nije sudjelovao u borbama protiv Napoleona za vrijeme njegove vladavine od 100 dana već umjesto toga provodi ujedinjenje Švedske i Norveške.
Za vrijeme Bečkog kongresa (1814. – 1815.), Austrija i francuski Burbonci bili su neprijateljski postavljeni prema novopećenom švedskom princu te je neko vrijeme postojala opasnost da ga ugrozi sin kralja Gustava IV. Adolfa, koji se nametnuo kao pretendent na švedsku krunu, no zahvaljujući britanskoj i ruskoj potpori uspio se očuvati na vlasti.

### Kralj Švedske i Norveške
Poslije smrti kralja Karla XIII. 5. veljače 1818. godine postaje Karlo XIV. Ivan kao kralj Švedske i Karlo III. Ivan kao kralj Norveške i time je postao osnivač danas vladajuće dinastije Bernadotte. Iako je u mladosti bio republikanac i republikanski general, u unutarnjoj politici pokazao se kao autokratski monarh i protivnik reformi. Opoziciji je popustio samo jednom mijenjajući jednu točku Ustava iz 1809. godine. U vanjskoj politici osigurao je Švedskoj dugo razdoblje mira zahvaljujući dobrim odnosima s Velikom Britanijom i Rusijom.
Umro je u Stockholmu 1844. godine, a na tijelu mu je navodno pronađena tetovaža na kojoj je pisalo „Mort aux rois!“ (Smrt kraljevima) - ostatak iz njegove revolucionarne prošlosti. Naslijedio ga je sin Oskar I.